# Rhododendron kiangsiense
Rhododendron kiangsiense är en ljungväxtart som beskrevs av Fang. Rhododendron kiangsiense ingår i släktet rododendron, och familjen ljungväxter. Inga underarter finns listade i Catalogue of Life.